# 大台網
大台網有限公司（英語：Big Big Channel Limited，前稱無綫網絡電視、無綫收費電視、銀河衛視），為1998年成立的香港傳媒機構。現時業務包括經營社交媒體Big Big Channel、手機應用程式開發、衛星電視信號上下行傳送。
過去更曾在香港經營收費電視，惟2017年1月已交還本地收費電視節目服務牌照，並在2017年6月1日結束營運近20年的收費電視業務。

## 公司歷史

### 競投收費電視牌照
1998年，無綫電視成立銀河衛星廣播有限公司（簡稱「銀衛」）。同年7月21日，銀衛獲行政長官會同行政會議發出衛星電視上行/下行牌照，為期12年。
2000年4月，銀衛取得「對外固定網絡服務營辦商」牌照，開始衛星電信服務，並競投香港收費電視牌照。同年12月，政府發出五個收費電視牌照，銀衛乃其中之一；但限於香港法例第562章《廣播條例》，電視台不得同時擁有免費和收費電視的控制權，除非得到政府行政會議批准。當時香港有線電視和香港立法會的部分議員反對無綫電視經營收費電視，稱銀衛會壟斷電視業。
其後，雖然政府批准銀衛經營收費電視，但曾經設下多項限制（俗稱「防火牆條文」），例如：無綫電視不可擁有銀衛多於49％控制權；銀衛須競投無綫電視製作的節目頻道（在獨家情況下）；無綫電視自製節目在其免費頻道播放後一年內，不得在收費電視播放等。而銀衛亦必須在獲准發牌後18個月才能經營收費電視，以免搶佔先機。

### 連番引入股東
2003年2月，無綫電視宣布，前身為聯合國衛星機構的IntelSat購入銀衛51%股權。惟因衛星系統在香港滲透率低，IntelSat亦被洽購重組。2004年12月28日，IntelSat無條件免費退股，無綫電視全資擁有銀衛；而無綫電視不可全資擁有銀衛，政府因此豁免銀衛一年，讓銀衛尋找新股東。
2005年4月25日，商人陳國強前旗下錦興集團（凱華集團前身）共同透過收購漢傳媒集團（英皇文化產業前身）入股銀衛，漢傳媒佔49%股權，陳國強個人購入2%，涉資3.5億港元，無綫電視有權委任銀衛的董事會主席、行政總裁及財務總監。2005年8月20日，廣播事務管理局批准有關變動。

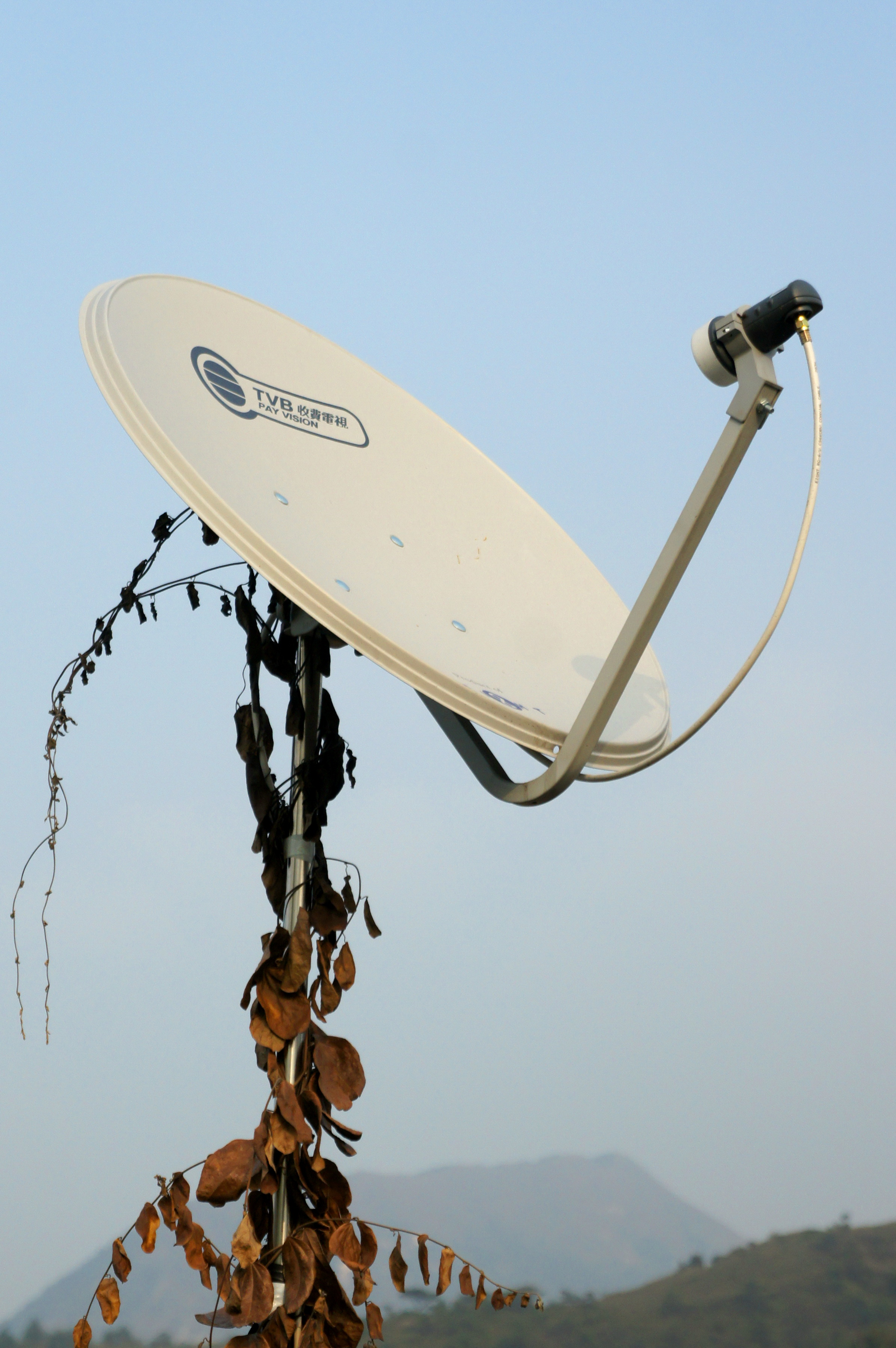
無綫收費電視的衛星接收碟

2006年4月28日，銀衛更名為「無綫收費電視有限公司」，與收費電視服務的品牌一致。2006年11月14日，無綫收費電視指稱，收費電視業務尚未收支平衡，衛星電信業務則一直有盈利，故將加強發展衛星電信，令衛星電信與收費電視業務並行發展。當時的營運總監陳錫年表示：「加強衛星業務確令公司盈利增加，不過要彌補與電盈合作拖低的ARPU（每月客戶平均支出），因此公司收支平衡的時間仍維持在2008年。」同時陳錫年表示，正研究會否申請調低投資額。根據牌照規定，銀衛承諾在取得牌照後79個月內（即約2007年8月23日前），累積投資不少於50億港元。
2007年5月1日，無綫收費電視常務總裁陳錫年因私人理由辭任。2007年5月22日，無綫收費電視委任前路訊通署理總經理楊振耀接替2005年離任的Jim Blomfield，成為新任行政總裁。

### 無綫電視淡出
2007年8月29日，無綫電視在2007年中期業績報告宣佈，將以現金1.4億港元出售無綫收費電視20%權益予獨立第三方Gemstone Pacific Limited，即減持無綫收費電視業務至29%。而當中澳門旅遊娛樂董事梁安琪表示有參與入股。無綫電視秘書麥佑基指，今次引入的策略投資者可協助無綫收費電視日後發展，亦不排除進一步出售股權的可能。但TVB強調，TVB無意撤出收費電視行業，無綫收費電視不會再易名，TVB未來仍會提供節目內容。以收購價作估值計算，無綫收費電視的估值比2003年IntelSat入主時少約30%，但與2005年漢傳媒入股的價值上升約2%。而事實上，無綫收費電視的虧損持續改善，由2006年的1.8億港元減少20%、至1.4億港元，反映新訂戶增加的利好影響。而政府就於同年10月30日批准股權變動的申請。
2008年2月19日，政府批准無綫收費電視調低投資額，原先規定該公司須於2008年累積投資50億港元，現改為在2013年2月22日或之前累積投資29.8億港元。政府發言人表示，了解到科網泡沫爆破嚴重衝擊廣播及電訊業經營者，加上成本隨著科技發展降低，而原先承諾的投資額明顯比其他已退出的收費電視台高，故准許有關申請。
2008年5月30日，廣播事務管理局宣布停止無綫收費電視的「防火牆條文」。廣管局表示，無綫收費電視在2008年1月進行股權重組，無綫電視將其20%股份售予Gemstone Pacific Limited，並將部份股份轉為優先股，公司表決權降至15%，符合《廣播條例》的規定；而且所有無綫電視的董事和管理層均已退出無綫收費電視董事局，所以作出以上決定。廣管局認為，無綫收費電視目前的市場佔有率和影響力不大，撤銷防火牆條文可提高該公司的競爭力，為觀眾提供多一個收費電視服務選擇。
2009年初，無綫收費電視行政總裁由何乃賢接任。何乃賢曾任亞洲電視高級（工程）副總裁，先前因為亞視出現管治危機而請辭。
2011年11月初，前now香港、now101台長及節目顧問杜之克擔任無綫收費電視行政總裁。
2013年3月16日，「無綫收費電視有限公司」（TVB Pay Vision Limited，簡稱「TVBPV」）更名為「無綫網絡電視有限公司」（TVB Network Vision Limited，簡稱「TVBNV」）。

## 公司業務

### 衛星地面站
無綫網絡電視多次更換品牌及企業名稱，不過旗下的衛星傳送業務一直以「銀河衛星」品牌運作。早於2000年4月，銀河衛星已經為國際及亞太區內的頻道供應商、電訊公司、政府機構提供廣播、視像傳送、訊號上下行服務。
銀河衛星的衛星地面站Galaxy Teleport站設於電視廣播城，佔地六萬平方尺，擁有九個7至11米的衛星天線，配備300千伏安的不斷電系統，以C波段及Ku波段提供上行及下行訊號傳送，現運作逾140條衛星頻道。
除了提供一般的信號傳送外，只要內容供應商提供節目，銀河衛星便能為客戶設立頻道，服務包括節目編排、遙控廣告插播、節目數據儲存，亦提供加插字幕、配音等後期製作服務。銀河衛星亦參加了在香港舉行、由國際電信聯盟主辦的2006年世界電信展。
銀河衛星的客戶包括有線寬頻（包括新知台及收費電視衛星傳送服務）、美亞娛樂、東方衛視、湖南衛視及華娛衛視等。2005年3月，銀衛行政總裁Jim Blomfield宣佈，銀衛在2005年末成立SelectTV並由銀衛提供部分節目及頻道上行，透過PAS8衛星為大洋洲地區提供服務。

### 收費電視
無綫網絡電視曾以「exTV 銀河衛視」和「SUPERSUN 新電視」名稱提供收費電視服務，透過衛星、和記寬頻和now TV傳送節目，是香港首個利用其他公司傳送平台的收費電視服務商，服務覆蓋達120萬戶。無綫網絡電視為觀眾提供超過60條精彩頻道，網羅本地及國際頻道，精彩節目包括熱爆中美韓台日劇、電影、人氣綜藝節目、體育、紀實、兒童及新聞資訊等。
以下的時期以香港時間為準：
exTV 銀河衛視時期（2004年至2005年）
2004年2月18日，「exTV 銀河衛視」正式開始提供收費電視服務（於1月27日至2月17日期間進行試播），當時exTV提供23條電視頻道，包括五條無綫電視獨家頻道（tvbE、tvbN、tvbQ、tvb8和星河頻道）。而exTV亦曾轉載香港免費電視頻道的信號，但由於當時牌照所限和版權問題，最終停止有關服務。
SuperSun 新電視時期（2005年至2006年）
2005年5月20日，「exTV 銀河衛視」易名以「SuperSun 新電視」繼續推出收費電視服務，提供40條頻道，其中包括8條無綫電視頻道（包括精選劇集台、無綫大劇院、無綫新聞台、無綫健康台、無綫音樂台、TVBQ、TVBS新聞台、無線衛星亞洲台）。2005年7月底，新電視與和記環球電訊合作的IP電視開始服務。
2005年8月，新電視引入Yes TV旗下的Goal TV，直播法國甲組足球聯賽、蘇格蘭超級聯賽、荷蘭甲組足球聯賽及錄播部分英格蘭超級聯賽等足球比賽。9月，新電視取得英格蘭冠軍聯賽的獨家播放權。另外，「漢傳媒」籌拍電視電影和籌組藝人培訓和經理人公司，向新電視供應自製內容。
2006年1月13日，CNBC被NHK World TV取代，同日，國家地理頻道啟播。
2006年2月21日，新電視宣布與電訊盈科合作，將大部分尚未在now TV播放的新電視頻道，透過now寬頻電視平台播放，包括由無綫電視製作的頻道，以及其他亞洲及國際頻道；合作協議為期五年，可續約五年；其後將加入更多無綫電視的頻道。另外，新電視將為now TV優先製作廣東話節目。。
無綫收費電視時期（2006年至2013年）
2006年3月9日，「SuperSun 新電視」再易名為「無綫收費電視」，希望藉此建立更清晰的服務品牌。
2006年4月28日，廣管局批准無綫收費電視透過電訊盈科傳送電視節目服務。廣管局表示，已考慮了多項因素，包括對市場競爭的影響。同時，無綫收費電視再次競投無綫電視集團旗下收費頻道，重新獲得無綫8個本地頻道的獨家播放權，及三個TVB普通話頻道的播映權。
2006年5月8日無綫收費電視公佈，「無綫收費電視特選組合」於5月10日透過now TV平台傳送，標準月費為138港元。另外，無綫收費電視於5月8日更改頻台號，以配合於6月啟播的新頻道。
2006年8月，無綫收費電視宣佈，未能成功爭取得西班牙甲組足球聯賽的直播權，但將考慮競投英格蘭超級聯賽直播權，發言人表示：「我們會利用各種可行的辦法參與競投『英超』，包括以無綫收費電視名義或與其他伙伴合作，但至今未有標書，故未有具體的預算。」《明報》報道，無綫收費電視原本正計劃，與now TV及ESPN合作競投。但考慮到每場英超比賽的轉播成本高逾100萬港元，最終放棄競投，now TV則獨力投標，未與其他公司合作。
2006年10月12日，廣東衛視停播。
2006年11月5日，廣東南方衛視啟播。
2006年11月7日，無綫收費電視宣佈，無綫收費電視播放英皇娛樂集團旗下英皇娛樂台，是香港第一條唱片公司的電視頻道，播放英皇娛樂集團旗下歌星資訊、以及由他們主持的其他娛樂節目，12月11日起無綫收費電視獨家播放。
2006年11月14日，陳錫年表示，無綫收費電視冀控制成本，並製作更多類似《志雲飯局》等有特色的節目，改善業務；亦快將推出劇集點播服務（Drama On Demand），讓客戶點播無綫劇集等節目；但外購劇集礙於版權，暫不推出劇集點播服務，最終於2016年推出myTV SUPER點播服務。而2007年至2009年，無綫收費電視逐步更換部分頻道。
2010年6月16日，Goal TV 1 及Goal TV 2停播。
2010年9月24日，「無綫為食台」(後稱「TVB為食台」及「為食台」)啟播。
2010年12月30日，福建東南衛視停播。
2011年1月1日，天映頻道置換為天映經典頻道。
2011年1月23日，「無綫電影台」(後稱「TVB電影台」)啟播。
2011年1月26日，道通天地啟播。
2011年7月31日，湖南衛視國際頻道停播。
2011年8月1日，CCTV-9啟播。
2011年11月1日，廣東南方衛視停播。
2012年4月2日，AXN Beyond更名為BeTV。
2012年6月1日，Disney Channel、Disney Junior及tvN啟播, 前兩者於同日免費開放試看至同月16日。
2012年6月28日，所有馬賽克預覽頻道停播。
2012年6月30日，Li啟播。
2012年11月23日，tvN更名為channel M。
2012年12月1日，Cartoonito啟播, 同日Kidsco停播。
2013年1月26日，道通天地停播。
2013年2月，兒童台開設「猩猩同學會」，以猩猩同學會名義製作一星期5日的教育節目，及向會員提供免費課堂和著數優惠。已訂購兒童台的客戶可免費入會。
無綫網絡電視時期（2013年至2017年）
2013年3月16日，無綫收費電視易名為「無綫網絡電視」。
2013年4月1日，無綫網絡電視更新台號（頻道號碼更改），現有now TV用戶不受影響。
2013年4月8日，Cartoon Network及HLN啟播。
2013年4月29日，所有無綫電視提供之頻道，其頻道名稱開首均由「無綫」改為「TVB」（如「無綫經典台」改為「TVB經典台」）。同日「無綫劇集台」及「無綫精選台」分別更名為「煲劇1台」及「煲劇2台」。（前面沒有「TVB」字樣）
2013年6月3日，「TVB Window」啟播, 同日「TVB 音樂台」停播。
2013年8月5日，Australia Network、半島電視台英語頻道、鳳凰衛視香港台、DW-TV Asia及France24啟播，同日曾於2008年12月31日停播的NHK World TV復播。
2013年9月26日，「生活2台」停播。
2013年9月28日，「TVB 生活台」更名為「TVB Good Show台」。
2013年10月2日，華納電視頻道、Thrill、KIX及BabyFirstTV啟播。
2013年10月9日，Super998停播。
2013年10月17日，「TVB 體育台」啟播。
2013年11月1日，兩條beIN Sports頻道、MTV China及Nick Jr啟播，同日曾於2007年停播的Nickelodeon復播。
2013年12月2日，衛視中文台啟播。
2014年2月7日，所有冬奧頻道啟播。
2014年2月24日，所有冬奧頻道停播。
2014年3月1日，國家地理歷險頻道更名為國家地理悠人頻道。
2014年6月12日，「19台」啟播。
2014年7月1日，美亞電影台啟播。
2014年7月14日，「TVB電影台」及「19台」停播。
2014年9月22日，Fashion One啟播。
2014年9月28日，Australia Network停播。
2015年1月1日，Cartoonito置換為Boomerang。
2015年1月9日，曾於2013年1月26日停播的道通天地復播。
2015年3月2日至4月4日，是無綫網絡電視時期的最大變更。（也是業務結束前最後一次變更）
- 3月2日：宣布增加更多亞洲劇集頻道，而兒童節目的收視亦減少，所以取消「TVB Good Show」及「TVB兒童台」，其中部分「TVB Good Show」節目掉往「TVB Window」播映（亦因此「TVB Window」於12月29日改名為「綜藝台」(後稱為「亞洲綜藝台」(已停播）)）。而煲劇台亦由2個增加至4個（新增2個使用原有「TVB Good Show」及「TVB兒童台」的頻道），即煲劇1、2台改為煲劇1-4台。由於全部煲劇台播映隨機節目會使節目更亂或用途不變，故此重新設置其中3個頻道的用途，分別播映日劇（原1台劇集）、韓劇（原2台劇集）及華劇（即華語劇；原3台劇集），剩餘1個則隨機亞洲節目。
- 3月30日：宣布煲劇1台正式名為日劇台(後稱為「亞洲劇台」)，煲劇2台正式名為韓劇台(現名為「亞洲劇台」)，煲劇3台正式名為華語劇台，而煲劇4台（隨機頻道）則簡化為煲劇台（但前面加上「TVB」字樣，即「TVB煲劇台」(後稱為「精選亞洲劇台」)）。此舉可加強韓劇及華劇的播映節目（因原先兩者共用煲劇2台，節目只能參半，但日劇則獨立使用煲劇1台），亦能重播舊有劇集，一舉兩得。另外因適逢紀念以前的粵語長片時期，故此增加「TVB粵語片台」，後因收視率高而持續播映至業務結束（MyTV Super取代頻道後繼續播映至今）。
- 4月1日：取消所有需要被取消的2個頻道。
- 4月4日：新增的3個頻道啟播，同時，所有需更名的2個頻道（不包括「TVB Window」）更名。
- 12月29日：「TVB Window」、「TVB新聞2台」、「TVB煲劇台」及「TVB安哥台」分別更名為「綜藝台」（後稱「綜藝旅遊台」）、「直播新聞台」、「精選亞洲劇台」及「翡翠即日重溫」，同時，所有TVB 13大頻道更去掉「TVB」。

2015年8月1日，BeTV停播。
因應myTV SUPER成立，無綫網絡電視於2016年1月8日起逐步停播頻道。
2016年6月1日，channel M復名為tvN。
2016年12月31日，中國中央電視台英語新聞頻道及中國中央電視台英語紀錄頻道分別更名為中國環球電視網及中國環球電視網紀錄頻道。
交還收費電視牌照（2017年）
2016年12月12日，有傳媒消息指，無綫網絡電視將於2017年1月初正式停止服務，現有訂戶會轉移到myTV SUPER。2017年1月10日，無綫網絡電視知會政府及通訊事務管理局，決定交還本地收費電視節目服務牌照，理由是近年網上盜版猖獗、OTT服務日益增加、以及香港經濟下滑等因素，又稱無綫網絡電視自2004年2月推出以來營運累積虧蝕超過22億港元。
2017年4月，雖然無綫網絡電視已交還香港收費電視牌照，但根據無綫與電訊盈科協議，多條原屬TVB的收費頻道將繼續於now TV播放。
因應無綫網絡電視交還收費電視牌照，所有原屬無綫網絡電視的收費頻道台徽都有改動，原無綫收費電視圓形三色LOGO被改為無綫商標，所有頻道收歸無綫，事實上所有收費頻道早在一年前已在myTV Super（從myTV和GOTV擴展）播放。
2017年4月25日，行政長官會同行政會議（行會）批准，由2017年6月1日起終止無綫網絡電視的本地收費電視節目服務（收費電視）牌照，意味著無綫網絡電視將於當日起正式停止收費電視服務，其後大部分收費頻道將會轉給myTV SUPER接手（不包括成人頻道）。
2017年6月1日，無綫網絡電視終止所有收費電視服務。

### 經營社交平台
2017年5月23日，無綫網絡電視有限公司改名為大台網有限公司，業務轉為經營社交媒體big big channel（包括其應用程式的開發、維護以及內容製作）。

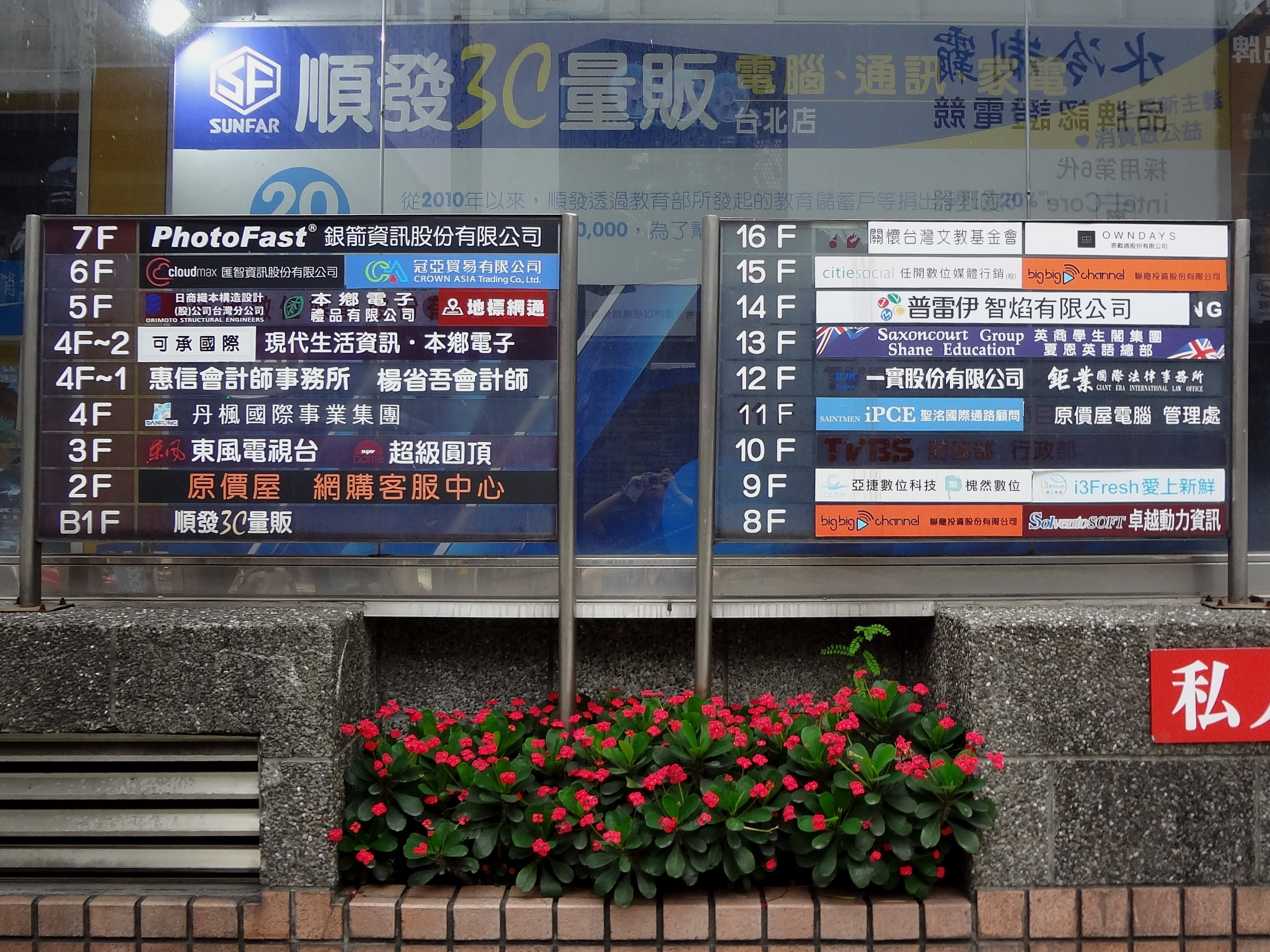
聯意投資總部設於匯大大廈8樓

大台網的台灣子公司為「聯意投資股份有限公司」（Big Big Channel Media Limited），商標與大台網相同，總部設於台北市原TVBS企業總部匯大大廈8樓。

## 爭議

### 香港有線電視
2005年6月20日，香港有線電視（下稱「有線」）欲阻止無綫收費電視推出韓國文化廣播劇集《大長今》的足本粵語配音版和其他新頻道，向廣播事務管理局（下稱「廣管局」）投訴無綫收費電視違反牌照限制（now TV在同年5月31日提出同類投訴），並入稟法庭，指廣管局調查需時，要求暫時禁播該等節目和頻道。
銀衞的收費電視牌照僅規定，無綫電視「完全或主要製作」的節目，在其免費頻道播放後一年內，不得在收費電視播放。而無綫電視只負責《大長今》配音等後期製作。另外，牌照列明，無綫電視提供的獨家頻道須經公開競投程序。有線發言人亦指無綫收費電視4條獨家頻道（精選劇集台、無綫音樂台、無綫大劇院、無綫健康台）未經競投程序，雖然曾經公開競投，但所競投的頻道不是現有的頻道。
其後無綫電視宣佈將獨家頻道改為非獨家，並表示不願浪費時間在有線興起的訴訟上，考慮公眾利益後，決定給予其他收費電視台洽購機會。但有線再次入稟法庭，聲稱除非無綫電視能以同樣條件提供頻道和《大長今》予所有收費電視台，否則應先行禁播。牌照規定，如果無綫電視向無綫收費電視提供非獨家頻道，無綫電視須開出不高於無綫收費電視的條件，供其他收費電視台洽購。
7月9日，有關禁制四條頻道之申請，法庭裁定有線敗訴；但法庭發出臨時禁制令，禁止無綫收費電視播出《大長今》，等候調查結果。8月20日，廣管局裁決，因無綫電視重組收費電視頻道時沒有公開招標，無綫電視罰款30萬港元，無綫收費電視罰款20萬港元；雖然其後改為非獨家播放，但因為已經開播，為無綫收費電視提供不當的優惠，兩間公司分別再罰款20萬港元及15萬港元。不過，廣管局指出，無綫收費電視播放配音《大長今》並無違反有關規定。
無綫電視表示接納裁決，認為裁決為日後雙方交易定立清晰指引；銀衛並入稟法庭申請撤銷《大長今》之臨時禁制令，但有線對法庭表示將向行政長官（特首）上訴。2006年初，法庭撤回無綫收費電視的申請，以等候有線向行政長官上訴。
有關《大長今》臨時禁制令時限於2006年5月1日完結，無綫收費電視於同年5月24日播出足本配音的《大長今》。至於有線是否曾向特首上訴，或上訴結果如何，至今未有消息。但有線已利用法律程序，在技術上阻延《大長今》的播出時間，阻礙對手的運作。

### 電訊盈科
2005年8月，電訊盈科入稟法庭申請司法覆核，稱銀衛增加傳送方式為「改變營運本質」，指廣管局無理由不以申請新牌來處理。電盈亦不滿，廣管局以《廣播事務管理局條例》的保密條文拒絕披露銀衛申請資料，令電盈失去「公平反擊」機會。電盈估計，銀衛推出IPTV，可使用戶由2萬戶增長至14.6萬戶；更認為，廣管局須諮詢公眾，及讓受影響人士針對申請陳詞。律師謝連忠認為，一旦電盈獲判勝訴，無綫收費電視或須被勒令停播。如無綫收費電視停播，政府在2000年為了開放市場而引入的5間收費電視商將均告離場。
結果高等法院於2006年1月26日判電盈敗訴，電盈須支付銀衛和廣管局的訴訟堂費。電盈稱自己為公眾的一部分，故無綫收費電視增加傳送渠道乃損害公眾利益。但法院指出，電盈的利益並不等同於公眾利益，而且無綫收費電視增加傳送模式可令電視廣播業更多元化。
然而，2006年2月21日，無綫收費電視宣佈與電盈合作發展收費電視服務。

### 不良推銷手法
無綫網絡電視不時都會收到市民投訴，指他們的外判推銷員誤導客戶；例如指該公司會向他贈送免費服務，但事後才得知用戶需付衛星天線月費。又有市民指推銷員誤導，謊稱若果不安裝收費電視服務，就不能收看免費電視服務。
無綫網絡電視承認，推銷員質素良莠不齊，若證實推銷員有所誤導，該公司會即時解僱。該公司設有覆檢程序保障客人，另一部門職員將會再致電客人確認合約，以防推銷員誤導。無綫網絡電視官方網頁設有數碼廣播需知及常見問題，指明觀眾毋須使用其服務，亦可收看數碼地面電視和原有的免費電視服務。
好多客戶，老人家或基層公屋居民被推銷員欺騙申請後，往往不記得定期交費。無線網絡電視在交費截數期，數日或兩個星期後，就會寄交費信去住戶信箱或寄掛號信件，又說「再不交費，就法庭見」等字眼，嚇到住戶不知怎樣做。往往要向當區區議員求助，才可以解除合約。
2009年7月，一名55歲梁姓男子被發現在上水彩園邨一條行人隧道旁上吊自殺，遺書上说明其自殺原因為受無綫網絡電視推銷員行騙。無綫電視總經理陳志雲回應，他對此事件感到難過，已向無綫收費電視了解，礙於無法參與管理，只能建議營運守則；他不擔心此事件影響無綫形象，但「不希望有同樣事情發生」。

## 覆蓋範圍
無綫網絡電視分為地面寬頻電視和衛星兩條信號提供服務，寬頻電視提供商為now tv和和記寬頻；衛星服務則透過新天11号衛星（東經108.2度）發射KU波段信號，覆蓋香港及中國大陸大部分地方。

## 維修方面
收費電視營運經費主要靠收費營運，無綫網絡電視每樣維修服務也會和客戶逐樣計算。主要維修服務包括安裝解碼器、接駁網絡等服務。

## 頻道列表
| 停播時間       | 停播前號   | 頻道名稱(譯稱)                                               | 停播原因                                                                    |
| -------------- | ---------- | ------------------------------------------------------------ | --------------------------------------------------------------------------- |
| 2006年10月11日 | 51/851     | 廣東衛視                                                     | 廣東衛視與無綫網絡電視合約結束，現在於UTV 601頻道及澳門有線電視11頻道播放   |
| 2007年2月28日  | 61/861     | 一手新聞台                                                   | 一手新聞台與無綫網絡電視合約結束                                            |
| 2009年12月1日  | 73         | DIVA                                                         | DIVA與無綫網絡電視合約結束，於now TV 508頻道                                |
| 2009年12月1日  | 18/818     | 英皇娛樂台                                                   | 英皇娛樂集團與無綫網絡電視合約結束                                          |
| 2010年6月16日  | 25         | Goal TV 1                                                    | Goal TV與無綫網絡電視合約結束                                               |
| 2010年6月16日  | 26         | Goal TV 2                                                    | Goal TV與無綫網絡電視合約結束                                               |
| 2010年12月31日 | 53/853     | 東南衛視                                                     | 東南衛視與無綫網絡電視合約結束，於(澳廣視)澳門電視台77頻道                  |
| 2011年1月1日   | 20         | 天映頻道                                                     | 天映頻道與無綫網絡電視合約結束                                              |
| 2011年7月31日  | 56         | 湖南衛視國際頻道                                             | 湖南衛視國際頻道與無綫網絡電視合約結束                                      |
| 2011年11月1日  | 51         | 廣東南方衛視                                                 | 廣東南方衛視與無綫網絡電視合約結束，於now TV 543頻道                        |
| 2012年6月28日  | 310        | 馬賽克預覽頻道310                                            | 馬賽克預覽頻道與無綫網絡電視合約結束                                        |
| 2012年6月28日  | 311        | 馬賽克預覽頻道311                                            | 馬賽克預覽頻道與無綫網絡電視合約結束                                        |
| 2012年12月1日  | 29         | KidsCo                                                       | KidsCo與無綫網絡電視合約結束                                                |
| 2013年6月3日   | 12/813     | TVB音樂台                                                    | TVB音樂台停播                                                               |
| 2013年9月26日  | 36         | 生活2台                                                      | 生活2台停播                                                                 |
| 2013年10月9日  | 998        | Super998                                                     | Super998停播                                                                |
| 2014年2月24日  | 321/821    | 冬奧1台                                                      | 冬奧1台停播                                                                 |
| 2014年2月24日  | 322/822    | 冬奧2台                                                      | 冬奧2台停播                                                                 |
| 2014年2月24日  | 323/823    | 冬奧3台                                                      | 冬奧3台停播                                                                 |
| 2014年2月24日  | 324/824    | 冬奧4台                                                      | 冬奧4台停播                                                                 |
| 2014年2月24日  | 325/825    | 冬奧5台                                                      | 冬奧5台停播                                                                 |
| 2014年2月24日  | 326/826    | 冬奧6台                                                      | 冬奧6台停播                                                                 |
| 2014年2月24日  | 327/827    | 冬奧速遞台                                                   | 冬奧奧速遞台停播                                                            |
| 2014年7月14日  | 19/819/839 | 19台                                                         | 19台停播                                                                    |
| 2014年7月14日  | 12/802     | TVB電影台                                                    | TVB電影台停播                                                               |
| 2014年9月28日  | 39         | ABC Australia                                                | ABC Australia與無綫網絡電視合約結束，現在於now TV 561頻道                   |
| 2015年1月1日   | 62         | Cartoonito                                                   | Cartoonito與無綫網絡電視合約結束                                            |
| 2015年4月1日   | 2/810      | TVB Good Show台                                              | TVB Good Show台停播                                                         |
| 2015年4月1日   | 10/811     | TVB兒童台                                                    | TVB兒童台停播                                                               |
| 2015年8月1日   | 32         | BeTV                                                         | BeTV與無綫網絡電視合約結束                                                  |
| 2016年1月8日   | 39         | 道通天地                                                     | 道通天地與無綫網絡電視合約結束                                              |
| 2016年4月6日   | 87         | 澳亞衛視                                                     | 澳亞衛視與無綫網絡電視合約結束，現在於澳門有線電視17頻道                    |
| 2016年5月31日  | 62         | Boomerang                                                    | Boomerang與無綫網絡電視合約結束                                             |
| 2016年5月31日  | 63         | Cartoon Network                                              | Cartoon Network與無綫網絡電視合約結束，現在於now TV 443頻道                 |
| 2016年5月31日  | 91         | HLN                                                          | HLN與無綫網絡電視合約結束                                                   |
| 2016年6月28日  | 86         | 深圳衛視                                                     | 深圳衛視與無綫網絡電視合約結束，現在於now TV 540頻道                        |
| 2016年8月14日  | 35/235     | tvN                                                          | tvN與無綫網絡電視合約結束，現在於now TV 155頻道、myTV SUPER 505頻道         |
| 2016年8月14日  | 40         | 衛視中文台                                                   | 衛視中文台與無綫網絡電視合約結束，現在於now TV 160頻道                      |
| 2016年8月14日  | 70         | 國家地理頻道                                                 | 國家地理學會與無綫網絡電視合約結束，現在於now TV 215頻道                    |
| 2016年8月14日  | 71/271     | 國家地理野生頻道                                             | 國家地理學會與無綫網絡電視合約結束，現在於now TV 216頻道                    |
| 2016年8月14日  | 72/272     | 國家地理悠人頻道                                             | 國家地理學會與無綫網絡電視合約結束                                          |
| 2016年12月     | 36/236     | 華納電視頻道                                                 | 華納電視頻道與無綫網絡電視合約結束，現在於now TV 510頻道                    |
| 2016年12月     | 37/237     | KIX                                                          | KIX與無綫網絡電視合約結束                                                   |
| 2016年12月     | 38         | 音樂電視網中國大陸頻道（MTV China）                          | 音樂電視網與無綫網絡電視合約結束                                            |
| 2016年12月     | 50         | 天映經典頻道                                                 | 天映經典頻道與無綫網絡電視合約結束，現在於myTV SUPER 203頻道                |
| 2016年12月     | 51         | Thrill驚悚電影台                                             | Thrill與無綫網絡電視合約結束，現在於myTV SUPER 202頻道                      |
| 2016年12月     | 64         | BabyFirstTV                                                  | BabyFirstTV與無綫網絡電視合約結束                                           |
| 2016年12月     | 65/265     | Nickelodeon                                                  | Nickelodeon與無綫網絡電視合約結束，現在於now TV 444頻道、myTV SUPER 104頻道 |
| 2016年12月     | 66         | Nick Jr.                                                     | Nick Jr.與無綫網絡電視合約結束，現在於now TV 449頻道、myTV SUPER 105頻道    |
| 2017年4月18日  | 82         | 中國環球電視網紀錄頻道                                       | 中國環球電視網與無綫網絡電視合約結束，現在於港台電視34                      |
| 2017年4月18日  | 83         | 中國中央電視台中文國際頻道                                   | 中國中央電視台與無綫網絡電視合約結束，現在於now TV 542頻道                  |
| 2017年4月18日  | 84         | 中國環球電視網                                               | 中國環球電視網與無綫網絡電視合約結束，現在於now TV 330頻道及港台電視35      |
| 2017年4月18日  | 88         | 上海東方衛視                                                 | 上海東方衛視與無綫網絡電視合約結束                                          |
| 2017年4月18日  | 100        | NHK World Premium                                            | NHK與無綫網絡電視合約結束，現在於now TV 711頻道                             |
| 2017年6月1日   | 20         | TVB8                                                         | TVB8與無綫網絡電視合約結束                                                  |
| 2017年6月1日   | 21         | TVBS新聞台                                                   | TVBS與無綫網絡電視合約結束，現在於myTV SUPER 702頻道                        |
| 2017年6月1日   | 22         | TVBS-Asia                                                    | TVBS與無綫網絡電視合約結束，現在於myTV SUPER 601頻道                        |
| 2017年6月1日   | 30         | Sony Channel                                                 | Sony Channel與無綫網絡電視合約結束                                          |
| 2017年6月1日   | 31         | AXN                                                          | AXN與無綫網絡電視合約結束，現在於myTV SUPER 502頻道、now TV 512頻道         |
| 2017年6月1日   | 33         | Animax                                                       | Animax與無綫網絡電視合約結束，現在於myTV SUPER 504頻道、now TV 150頻道      |
| 2017年6月1日   | 34/234     | 優質生活頻道                                                 | Li與無綫網絡電視合約結束                                                    |
| 2017年6月1日   | 41/241     | Fashion One                                                  | Fashion One與無綫網絡電視合約結束，現在於myTV SUPER 603頻道                 |
| 2017年6月1日   | 52/252     | 美亞電影台                                                   | 美亞電影台與無綫網絡電視合約結束，現在於myTV SUPER 201頻道                  |
| 2017年6月1日   | 60         | 迪士尼頻道                                                   | 迪士尼頻道與無綫網絡電視合約結束                                            |
| 2017年6月1日   | 61         | Disney Junior                                                | Disney Junior與無綫網絡電視合約結束                                         |
| 2017年6月1日   | 80         | 鳳凰衛視中文台                                               | 鳳凰衛視與無綫網絡電視合約結束，現在於now TV 548頻道、myTV SUPER 610頻道    |
| 2017年6月1日   | 81         | 鳳凰衛視資訊台                                               | 鳳凰衛視與無綫網絡電視合約結束，現在於now TV 366頻道、myTV SUPER、611頻道   |
| 2017年6月1日   | 85         | 神州新聞台                                                   | 神州新聞台與無綫網絡電視合約結束                                            |
| 2017年6月1日   | 89         | 鳳凰衛視香港台                                               | 鳳凰衛視與無綫網絡電視合約結束，現在於now TV 367頻道、myTV SUPER 612頻道    |
| 2017年6月1日   | 90         | 亞洲新聞台                                                   | 亞洲新聞台與無綫網絡電視合約結束，現在於myTV SUPER 703頻道、now TV 322頻道  |
| 2017年6月1日   | 92         | 半島電視台英語頻道                                           | 半島電視台與無綫網絡電視合約結束，現在於myTV SUPER 704頻道、now TV 325頻道  |
| 2017年6月1日   | 93         | 法國24（英文版）                                             | 法國24與無綫網絡電視合約結束，現在於myTV SUPER 705頻道、now TV 327頻道      |
| 2017年6月1日   | 94         | 德國之聲（英文版）                                           | 德國之聲與無綫網絡電視合約結束，現在於myTV SUPER 706頻道、now TV 324頻道    |
| 2017年6月1日   | 95         | NHK World-Japan                                              | NHK與無綫網絡電視合約結束，現在於myTV SUPER 707頻道、now TV 328頻道         |
| 2017年6月1日   | 96         | Arirang TV                                                   | Arirang TV與無綫網絡電視合約結束，現在於myTV SUPER 708頻道                  |
| 2017年6月1日   | 101        | Mezzo Live HD                                                | Mezzo Live HD與無綫網絡電視合約結束，現在於myTV SUPER 604頻道               |
| 2017年6月1日   | 302        | beIN SPORTS 1                                                | beIN SPORTS與無綫網絡電視合約結束，現在於now TV 638頻道                     |
| 2017年6月1日   | 303        | beIN SPORTS 2                                                | beIN SPORTS與無綫網絡電視合約結束，現在於now TV 639頻道                     |
| 2017年6月1日   | 190        | 成人預告台                                                   | 成人預告台停播                                                              |
| 2017年6月1日   | 191        | 火辣辣                                                       | 火辣辣停播                                                                  |
| 2017年6月1日   | 192        | 男の選                                                       | 男の選停播                                                                  |
| 2017年6月1日   | 193        | 添情趣                                                       | 添情趣停播                                                                  |
| 2017年6月1日   | 1/201      | 亞洲綜藝台（前稱「TVB Window」、「綜藝台」、「綜藝旅遊台」） | 因應無綫網絡電視終止服務                                                    |
| 2017年6月1日   | 2          | 粵語片台                                                     | 因應無綫網絡電視終止服務，現於myTV SUPER 200頻道                            |
| 2017年6月1日   | 3/203      | 為食台                                                       | 因應無綫網絡電視終止服務                                                    |
| 2017年6月1日   | 4/204      | 娛樂新聞台                                                   | 因應無綫網絡電視終止服務，現於myTV SUPER 91頻道                             |
| 2017年6月1日   | 5/205      | TVB新聞台                                                    | 因應無綫網絡電視終止服務                                                    |
| 2017年6月1日   | 6/206      | 直播新聞台（前稱「TVB新聞2台」）                             | 因應無綫網絡電視終止服務                                                    |
| 2017年6月1日   | 7/207      | 亞洲劇台（前稱「TVB劇集台」、「煲劇1台」、「日劇台」）       | 因應無綫網絡電視終止服務，現於myTV SUPER 87頻道                             |
| 2017年6月1日   | 8/208      | 亞洲劇台（前稱「TVB精選台」、「煲劇2台」、「韓劇台」）       | 因應無綫網絡電視終止服務，現於myTV SUPER 87頻道                             |
| 2017年6月1日   | 9          | 千禧經典台（前稱「TVB經典台」）                              | 因應無綫網絡電視終止服務，現於myTV SUPER 86頻道                             |
| 2017年6月1日   | 10/210     | 華語劇台（前稱「煲劇3台」）                                  | 因應無綫網絡電視終止服務，現於myTV SUPER 89頻道                             |
| 2017年6月1日   | 11/211     | 精選亞洲劇台（前稱「煲劇4台」、「TVB煲劇台」）               | 因應無綫網絡電視終止服務                                                    |
| 2017年6月1日   | 12/212     | 翡翠即日重溫（前稱「TVB安哥台」）                            | 因應無綫網絡電視終止服務                                                    |
| 2017年6月1日   | 13/213     | TVB體育台                                                    | 因應無綫網絡電視終止服務                                                    |

## 大台網旗下公司
- big big channel
- big big shop
- Big Big fun

## 外部連結
- 電視廣播有限公司（页面存档备份，存于）
- 大台網有限公司（页面存档备份，存于）
- 無綫網絡電視的Facebook專頁
- mytvsuper （页面存档备份，存于）
- exTV銀河衛星廣播